# Cúp bóng đá Estonia 2000–01
Cúp bóng đá Estonia 2000–01 (tiếng Estonia: Eesti Karikas) là mùa giải thứ 9 của giải đấu bóng đá loại trực tiếp ở Estonia.

## Tứ kết
Các trận lượt đi diễn ra vào ngày 11 tháng 4 năm 2001 và các trận lượt về vào các ngày 22-23 tháng 4 năm 2001.
| Đội 1                 | TTS  | Đội 2               | Lượt đi | Lượt về |
| --------------------- | ---- | ------------------- | ------- | ------- |
| JK Narva Trans        | 7–3  | FC Kuressaare       | 4-1     | 3–2     |
| FC Elva               | 0–11 | FC Flora            | 0–4     | 0–7     |
| Kohtla-Järve JK Järve | 4–2  | Viljandi JK Tulevik | 1–1     | 3–1     |
| FC Levadia Tallinn    | 2–8  | FC Levadia Maardu   | 2-3     | 0–5     |

## Bán kết
Các trận lượt đi diễn ra vào ngày 2 tháng 5 năm 2001 và các trận lượt về vào ngày 16 tháng 5 năm 2001.
| Đội 1                 | TTS | Đội 2          | Lượt đi | Lượt về |
| --------------------- | --- | -------------- | ------- | ------- |
| Kohtla-Järve JK Järve | 2–3 | JK Narva Trans | 1–1     | 1–2     |
| FC Levadia Maardu     | 1–4 | FC Flora       | 0–2     | 1–2     |

## Chung kết
| JK Narva Trans | v (s.h.p.) | FC Flora |
| -------------- | ---------- | -------- |
| Kurotskin 111' | Summary    |          |